# Пименово (Вологодская область)
Пименово — деревня в Кадуйском районе Вологодской области.
Входит в состав сельского поселения Семизерье (до 2015 года входила в Мазское сельское поселение), с точки зрения административно-территориального деления — в Мазский сельсовет.
Расстояние по автодороге до районного центра Кадуя — 46 км, до центра сельсовета деревни Маза — 3 км. Ближайшие населённые пункты — Куракино, Мошницкое, Усть-Колпь.
По данным переписи в 2002 году постоянного населения не было.